# Speerschneider Point
Der Speerschneider Point ist eine Landspitze am nordwestlichen Ende von Belogushev Island im Archipel der Biscoe-Inseln westlich der Antarktischen Halbinsel. Sie markiert die Westseite der Einfahrt zur Malmgren Bay.
Die Landspitze ist erstmals auf einer argentinischen Landkarte aus dem Jahr 1957 verzeichnet. Das UK Antarctic Place-Names Committee benannte sie 1959 nach dem dänischen Meteorologen Christian Julius Hansen Speerschneider (1864–1938), von 1910 bis 1934 Autor der Jahresberichte des Danmarks Meteorologiske Institut zur Meereisentwicklung. Ursprünglich wurde sie der Renaud-Insel zugeschlagen. Erst im Zuge des zu Beginn des 21. Jahrhunderts einsetzenden Eisrückgangs infolge des Klimawandels offenbarte sie sich als Teil einer neu entdeckten Insel.